# Seznam sítí trolejbusové dopravy v Asii
Toto je seznam sítí trolejbusové dopravy v Asii. Obsahuje všechny zaniklé i provozní sítě trolejbusů, které se v Asii nacházely či nacházejí.
Jména měst, kde jsou trolejbusy dosud v provozu, jsou napsána tučně. Pokud existuje článek ke konkrétnímu provozu, je na něj v kolonce Článek uveden odkaz.
Do tohoto seznamu je zařazena i evropská část Turecka, naopak se zde nenachází asijská část Ruska (pro tento stát viz Seznam sítí trolejbusové dopravy v Evropě).

## Seznam sítí trolejbusové dopravy v Asii

### AfghánistánAfghánistán
| Město (provoz) | Článek | Zahájení provozu | Ukončení provozu | Poznámky           |
| -------------- | ------ | ---------------- | ---------------- | ------------------ |
| Kábul          | článek | 9. února 1979    | 1993             | síť zničena válkou |

### ArménieArménie
| Město (provoz) | Článek | Zahájení provozu   | Ukončení provozu | Poznámky |
| -------------- | ------ | ------------------ | ---------------- | -------- |
| Gjumri         |        | 29. listopadu 1962 | 2005             |          |
| Jerevan        |        | 16. srpna 1949     | –                |          |

### ÁzerbájdžánÁzerbájdžán
| Město (provoz) | Článek | Zahájení provozu  | Ukončení provozu  | Poznámky |
| -------------- | ------ | ----------------- | ----------------- | -------- |
| Baku           |        | 5. prosince 1941  | Červenec 2006     |          |
| Gandža         |        | 1. května 1955    | Říjen 2004        |          |
| Mingačevir     |        | 15. dubna 1989    | duben 2006        |          |
| Nachičevan     |        | 3. listopadu 1986 | duben 2005        |          |
| Sumqayıt       |        | 28. dubna 1961    | 31. prosince 2005 |          |

### ČínaČína
| Město (provoz) | Článek | Zahájení provozu            | Ukončení provozu | Poznámky                 |
| -------------- | ------ | --------------------------- | ---------------- | ------------------------ |
| An-šan         |        | 1. ledna 1975               | 25. října 1999   |                          |
| Pen-si         |        | 1. července 1960            | 1996             |                          |
| Čeng-čou       |        | 1. května 1979              | –                |                          |
| Čchang-čchun   |        | 1. července 1960            | červen 2002      |                          |
| Čcheng-tu      |        | 1. ledna 1962               | 1997             |                          |
| Čchi-čchi-char |        | leden 1959                  | 2002             |                          |
| Čching-tao     |        | 25. října 1960              | –                |                          |
| Čchung-čching  |        | 24. prosince 1955           | 23. května 2004  |                          |
| Ta-lien        |        | 1. října 1960               | –                |                          |
| Dur'ping       |        | ?                           | –                |                          |
| Fu-čou         |        | 28. září 1983               | 14. března 2001  |                          |
| Kuan-ti        |        | ?                           | –                |                          |
| Chan-tan       |        | ?                           | –                |                          |
| Chang-čou      |        | 26. dubna 1961              | –                |                          |
| Charbin        |        | 31. prosince 1958           | –                |                          |
| Ťi-si          |        | ?                           | –                |                          |
| Kanton         |        | 30. září 1960               | –                |                          |
| Lan-čou        |        | 1. ledna 1960               | 5. května 2008   |                          |
| Luo-jang       |        | 1. října 1984               | –                |                          |
| Nan-čchang     |        | 1. července 1971            | –                |                          |
| Nanking        |        | 1. srpna 1960               | 1996             |                          |
| Peking         | článek | 26. února 1957              | –                |                          |
| Si-an          |        | 1. října 1959               | –                |                          |
| Šanghaj        | článek | 15. listopadu 1914          | –                |                          |
| Šen-jang       |        | 1. listopadu 1951           | 20. června 1999  |                          |
| Tchaj-an       |        | ?                           | –                |                          |
| Tchaj-jüan     |        | 1. května 1960              | –                |                          |
| Tchien-ťin     |        | 1. července 1951            | duben 1997       |                          |
| Ťi-lin         |        | 1. října 1960               | 2000             |                          |
| Ťi-nan         |        | leden 1977                  | –                |                          |
| Wu-chan        |        | 20. září 1958 1. října 1962 | –                | trať k místním ocelárnám |
| Wu-jang        |        | ?                           | –                |                          |
| Sin-mi         |        | ?                           | –                |                          |
| Sing-tchaj     |        | ?                           | –                |                          |

### FilipínyFilipíny
| Město (provoz) | Článek | Zahájení provozu | Ukončení provozu | Poznámky |
| -------------- | ------ | ---------------- | ---------------- | -------- |
| Manila         |        | únor 1929        | 1955             |          |

### GruzieGruzie
| Město (provoz) | Článek | Zahájení provozu   | Ukončení provozu   | Poznámky                                            |
| -------------- | ------ | ------------------ | ------------------ | --------------------------------------------------- |
| Batumi         | článek | 6. listopadu 1978  | 2005               |                                                     |
| Cchinvali      | článek | 25. června 1982    | prosinec 1990      | síť zničena válkou                                  |
| Čiatura        | článek | 7. listopadu 1967  | listopad 2007      | součástí sítě byla meziměstská trať do Sačchere     |
| Gori           | článek | 30. dubna 1972     | 29. března 2010    |                                                     |
| Kutaisi        | článek | 11. září 1949      | léto 2009          | provoz přerušen 14. ledna 2007 – srpen 2008         |
| Ozurgeti       | článek | 29. listopadu 1980 | leden 2006         |                                                     |
| Poti           | článek | 9. května 1981     | prosinec 2004      |                                                     |
| Rustavi        | článek | 16. února 1971     | 14. listopadu 2009 |                                                     |
| Samtredia      | článek | 28. srpna 1982     | únor 2004          | součástí sítě byla meziměstská trať do Kulaši       |
| Suchumi        | článek | 3. ledna 1968      | –                  | provoz přerušen srpen 1992 – duben 1994 kvůli válce |
| Tbilisi        | článek | 21. dubna 1937     | 4. prosince 2006   |                                                     |
| Zugdidi        | článek | 25. února 1986     | červen 2009        | provoz přerušen 1992–1994 z důvodu války            |

### IndieIndie
| Město (provoz) | Článek | Zahájení provozu | Ukončení provozu | Poznámky |
| -------------- | ------ | ---------------- | ---------------- | -------- |
| Bombaj         |        | 11. června 1962  | 24. března 1971  |          |
| Dillí          |        | 1935             | 1970             |          |
| Kalkata        |        | 1. ledna 1977    | 1982             |          |

### ÍránÍrán
| Město (provoz) | Článek | Zahájení provozu              | Ukončení provozu | Poznámky |
| -------------- | ------ | ----------------------------- | ---------------- | -------- |
| Teherán        |        | 14. září 1992 13. června 2016 | 2013 -           |          |

### JaponskoJaponsko
| Město (provoz)     | Článek | Zahájení provozu  | Ukončení provozu   | Poznámky                                                          |
| ------------------ | ------ | ----------------- | ------------------ | ----------------------------------------------------------------- |
| Jokohama           |        | 16. července 1959 | 31. března 1972    |                                                                   |
| Kawasaki           |        | 1. března 1951    | 30. dubna 1964     |                                                                   |
| Kjóto              |        | 1. dubna 1932     | 30. září 1969      |                                                                   |
| Nagoja             |        | 10. května 1943   | 15. ledna 1951     |                                                                   |
| Ómači – Tatejama   |        | 1. srpna 1964     | 30. listopadu 2018 | turistická linka, provoz v tunelu, nahrazena elektrobusy          |
| Ósaka              |        | 1. září 1953      | 14. června 1970    |                                                                   |
| Ósaka – Hanajašiki |        | 1. srpna 1928     | duben 1932         | Hanajašiki je nyní součástí města Kawaniši                        |
| Tatejama           |        | 23. dubna 1996    | –                  | turistická linka, provoz v tunelu, v přípravě náhrada elektrobusy |
| Tokio              |        | 20. května 1952   | 29. září 1968      |                                                                   |

### KazachstánKazachstán
| Město (provoz)   | Článek | Zahájení provozu  | Ukončení provozu | Poznámky |
| ---------------- | ------ | ----------------- | ---------------- | -------- |
| Aktobe           |        | 11. srpna 1982    | –                |          |
| Almaty           |        | 20. dubna 1944    | –                |          |
| Nur-Sultan       |        | 18. ledna 1983    | –                |          |
| Atyrau           |        | 4. září 1996      | 29. dubna 1999   |          |
| Čimkent          |        | 11. ledna 1969    | 19. února 2003   |          |
| Karaganda        |        | 30. května 1967   | 20. dubna 2010   |          |
| Kostanaj         |        | 2. ledna 1990     | 2005             |          |
| Novaja Buchtarma |        | prosinec 1974     | 1980             |          |
| Petropavl        |        | 20. prosince 1971 | –                |          |
| Taraz            |        | 10. dubna 1980    | –                |          |

### KyrgyzstánKyrgyzstán
| Město (provoz) | Článek | Zahájení provozu  | Ukončení provozu | Poznámky |
| -------------- | ------ | ----------------- | ---------------- | -------- |
| Biškek         |        | 13. ledna 1951    | –                |          |
| Naryn          |        | 13. prosince 1994 | –                |          |
| Oš             |        | 1. listopadu 1977 | –                |          |

### MalajsieMalajsie
| Město (provoz) | Článek | Zahájení provozu | Ukončení provozu | Poznámky |
| -------------- | ------ | ---------------- | ---------------- | -------- |
| George Town    |        | 1924             | 1961             |          |

### MongolskoMongolsko
| Město (provoz) | Článek | Zahájení provozu | Ukončení provozu | Poznámky |
| -------------- | ------ | ---------------- | ---------------- | -------- |
| Ulánbátar      |        | 29. října 1987   | –                |          |

### Myanmar (Barma)Myanmar (Barma)
| Město (provoz) | Článek | Zahájení provozu | Ukončení provozu | Poznámky |
| -------------- | ------ | ---------------- | ---------------- | -------- |
| Rangún         |        | 17. srpna 1936   | 1942             |          |

### NepálNepál
| Město (provoz) | Článek | Zahájení provozu  | Ukončení provozu | Poznámky                                             |
| -------------- | ------ | ----------------- | ---------------- | ---------------------------------------------------- |
| Káthmándú      |        | 28. prosince 1975 | listopad 2008    | doprava přerušena 20. prosince 2001 – 31. srpna 2003 |

### Saúdská ArábieSaúdská Arábie
| Město (provoz) | Článek | Zahájení provozu | Ukončení provozu | Poznámky |
| -------------- | ------ | ---------------- | ---------------- | -------- |
| Rijád          |        | říjen 2012       | –                |          |

### Severní KoreaSeverní Korea
| Město (provoz)             | Článek | Zahájení provozu        | Ukončení provozu | Poznámky                       |
| -------------------------- | ------ | ----------------------- | ---------------- | ------------------------------ |
| Andžu                      |        | 1987 (?)                | –                |                                |
| Čchongdžin                 |        | 20. října 1970          | –                |                                |
| Haedžu                     |        | duben 1986              | –                |                                |
| Hamhung                    |        | 1973                    | –                |                                |
| Kesong                     |        | ?                       | –                |                                |
| Kanggye                    |        | 17. dubna 1992          | –                |                                |
| Kapsan                     |        | 12. října 1994          | –                |                                |
| Kimčaek                    |        | 17. května 1985         | –                |                                |
| Kowon                      |        | červenec 1979           | –                |                                |
| Markyn – Kimkol – Chognjon |        | 10. dubna 1986          | –                |                                |
| Namfo                      |        | 1982 (?)                | –                |                                |
| Onsong – Wangjaesan        |        | ?                       | –                |                                |
| Pchjongsong                |        | 4. srpna 1983           | –                |                                |
| Pchjongjang                |        | 30. dubna 1962 1983 (?) | –                | meziměstská trať do Ryongsongu |
| Rjongdae                   |        | 10. června 1993         | –                |                                |
| Rjongdung                  |        | 4. listopadu 1983       | –                |                                |
| Sangwon                    |        | 29. března 1995 (?)     | –                |                                |
| Sinuidžu – Ragwon          |        | 1978 (?)                | –                |                                |
| Sunčon                     |        | 1989 (?)                | –                |                                |
| Tokčon                     |        | 27. dubna 1990 (?)      | –                |                                |
| Unhung                     |        | srpen 1988              | –                |                                |
| Wonsan                     |        | 8. září 1988            | –                |                                |

### SingapurSingapur
| Město (provoz) | Článek | Zahájení provozu | Ukončení provozu  | Poznámky |
| -------------- | ------ | ---------------- | ----------------- | -------- |
| Singapur       |        | 1925             | 16. prosince 1962 |          |

### Srí LankaSrí Lanka
| Město (provoz) | Článek | Zahájení provozu  | Ukončení provozu | Poznámky |
| -------------- | ------ | ----------------- | ---------------- | -------- |
| Kolombo        |        | 22. července 1953 | 1. prosince 1964 |          |

### TádžikistánTádžikistán
| Město (provoz) | Článek | Zahájení provozu  | Ukončení provozu | Poznámky |
| -------------- | ------ | ----------------- | ---------------- | -------- |
| Dušanbe        |        | 2. května 1955    | –                |          |
| Chudžand       |        | 3. listopadu 1970 | září 2010        |          |

### TureckoTurecko

#### Asie
| Město (provoz) | Článek | Zahájení provozu | Ukončení provozu | Poznámky |
| -------------- | ------ | ---------------- | ---------------- | -------- |
| Ankara         |        | 1946             | 1986             |          |
| İzmir          |        | červenec 1954    | září 1992        |          |
| Malatya        |        | 10. března 2015  | –                |          |

#### Evropa
| Město (provoz) | Článek | Zahájení provozu | Ukončení provozu  | Poznámky |
| -------------- | ------ | ---------------- | ----------------- | -------- |
| Istanbul       |        | 27. května 1961  | 16. července 1984 |          |

### TurkmenistánTurkmenistán
| Město (provoz) | Článek | Zahájení provozu | Ukončení provozu  | Poznámky |
| -------------- | ------ | ---------------- | ----------------- | -------- |
| Ašchabad       |        | 19. října 1964   | 31. prosince 2011 |          |

### UzbekistánUzbekistán
| Město (provoz) | Článek | Zahájení provozu  | Ukončení provozu | Poznámky |
| -------------- | ------ | ----------------- | ---------------- | -------- |
| Almalyk        |        | 20. prosince 1967 | únor 2009        |          |
| Andidžan       |        | 29. dubna 1970    | 2002             |          |
| Buchara        |        | 1. února 1987     | září 2005        |          |
| Džizak         |        | 26. srpna 1997    | 3. leden 2010    |          |
| Fergana        |        | 23. února 1971    | červenec 2003    |          |
| Namangan       |        | 4. dubna 1973     | 3. leden 2010    |          |
| Nukus          |        | 14. prosince 1991 | červenec 2007    |          |
| Samarkand      |        | 20. prosince 1957 | červenec 2005    |          |
| Taškent        |        | 7. listopadu 1947 | 30. dubna 2010   |          |
| Urgenč         |        | 20. října 1997    | –                |          |

### VietnamVietnam
| Město (provoz) | Článek | Zahájení provozu | Ukončení provozu  | Poznámky |
| -------------- | ------ | ---------------- | ----------------- | -------- |
| Hanoj          |        | 2. září 1986     | 15. července 1993 |          |